# Trifora

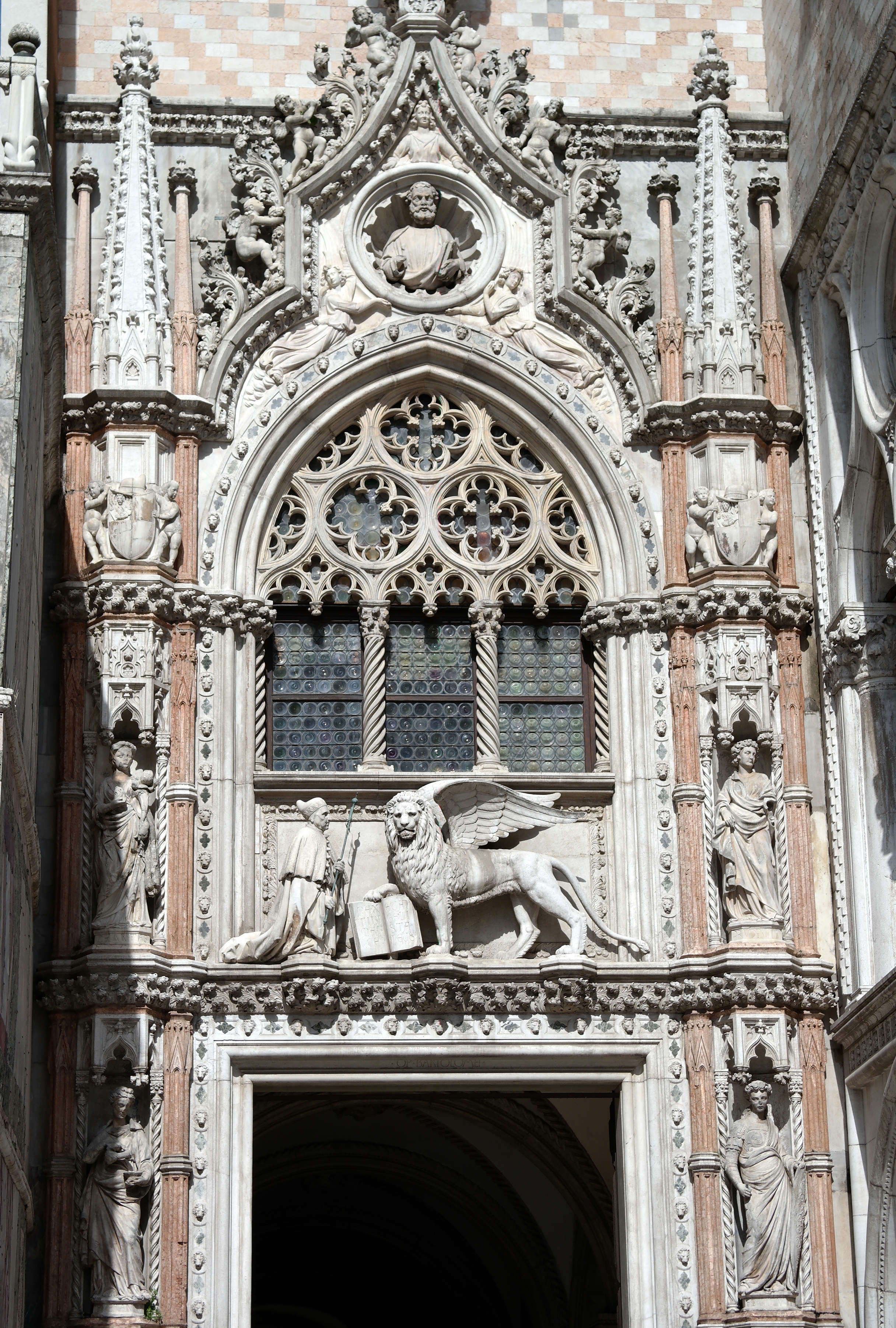
La trifora della Porta della Carta, Palazzo Ducale di Venezia.

La trifora è un tipo di finestra.

## Storia e descrizione
È divisa verticalmente in tre aperture, divise da due colonnine o da pilastrini o altro, su cui poggiano tre archi, a tutto sesto o acuti. A volte viene poi incorniciata da un ulteriore arco e nello spazio tra gli archi è inserita una decorazione, uno stemma, o un'apertura circolare.
Meno ricorrente della bifora, fu comunque usata nel periodo romanico, gotico, e rinascimentale. In seguito venne per lo più abbandonata per tornare in auge nell'Ottocento, nel periodo dell'eclettismo e della riscoperta degli stili antichi (neogotico, neorinascimentale...).
Rispetto alla bifora era in genere usata per aperture di dimensioni maggiori e maggiormente ornate. Appare in torri e campanili, nei piani più alti, dove è necessario alleggerire la struttura con aperture ampie.

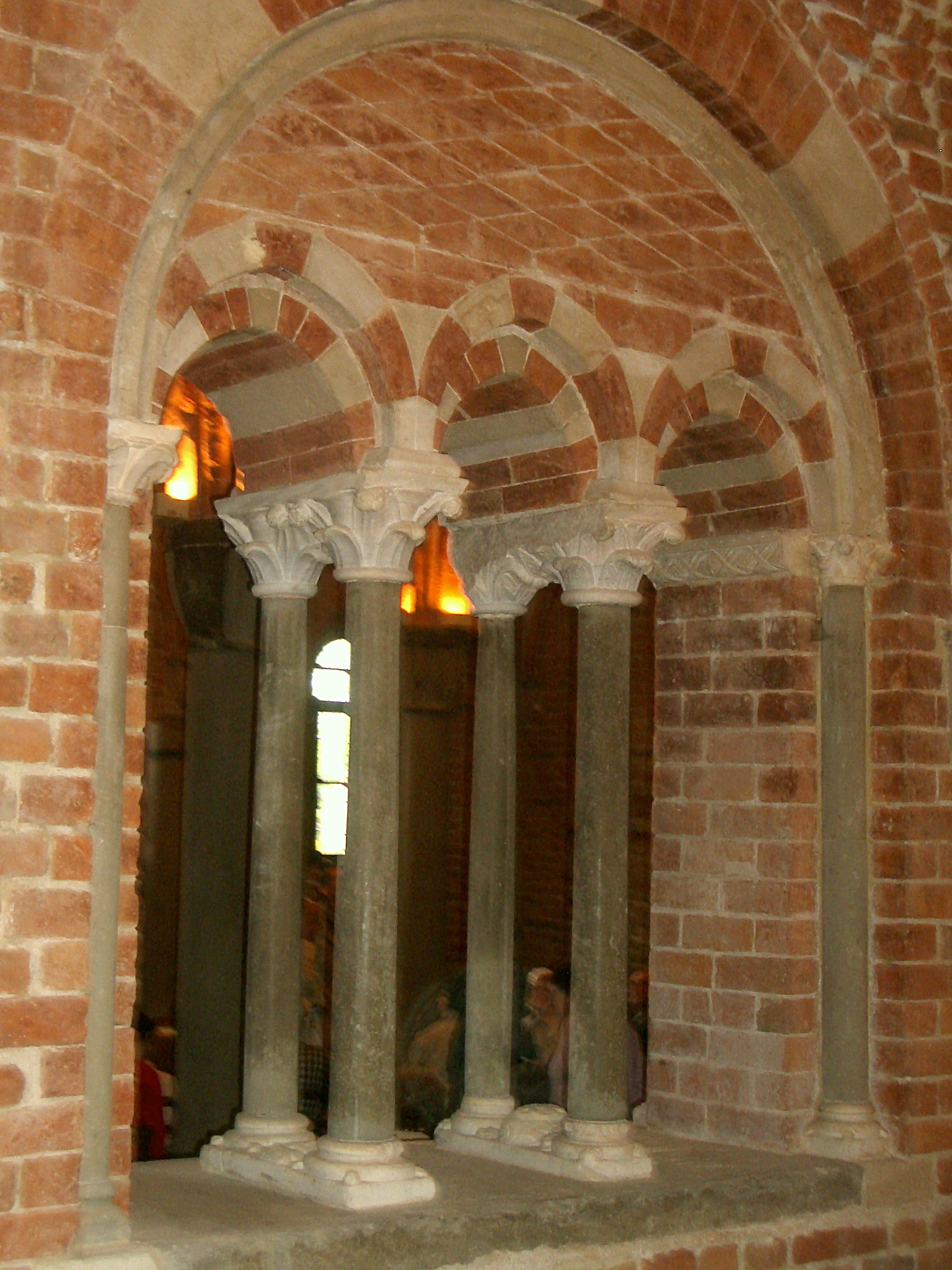
Trifora del chiostro dell'Abbazia di Santa Maria di Rivalta a Tortona
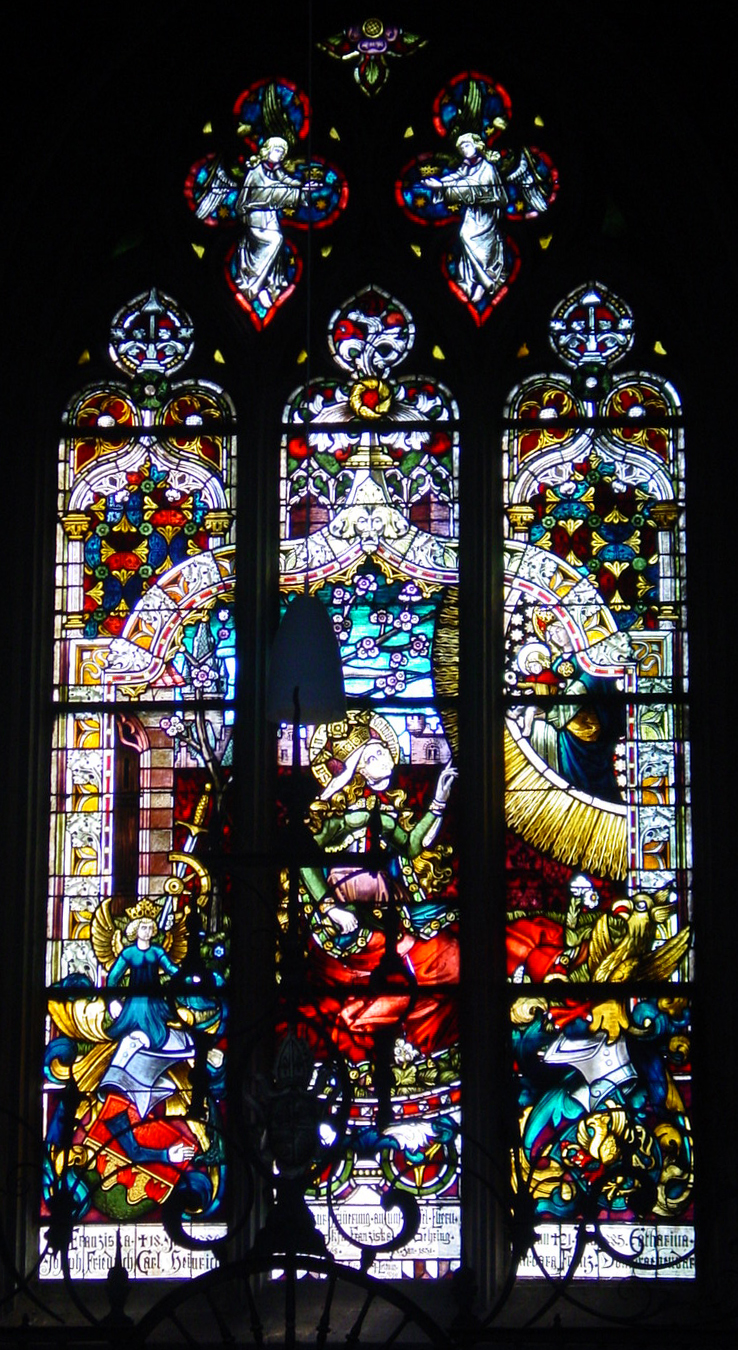
Trifora della Cattedrale di Costanza
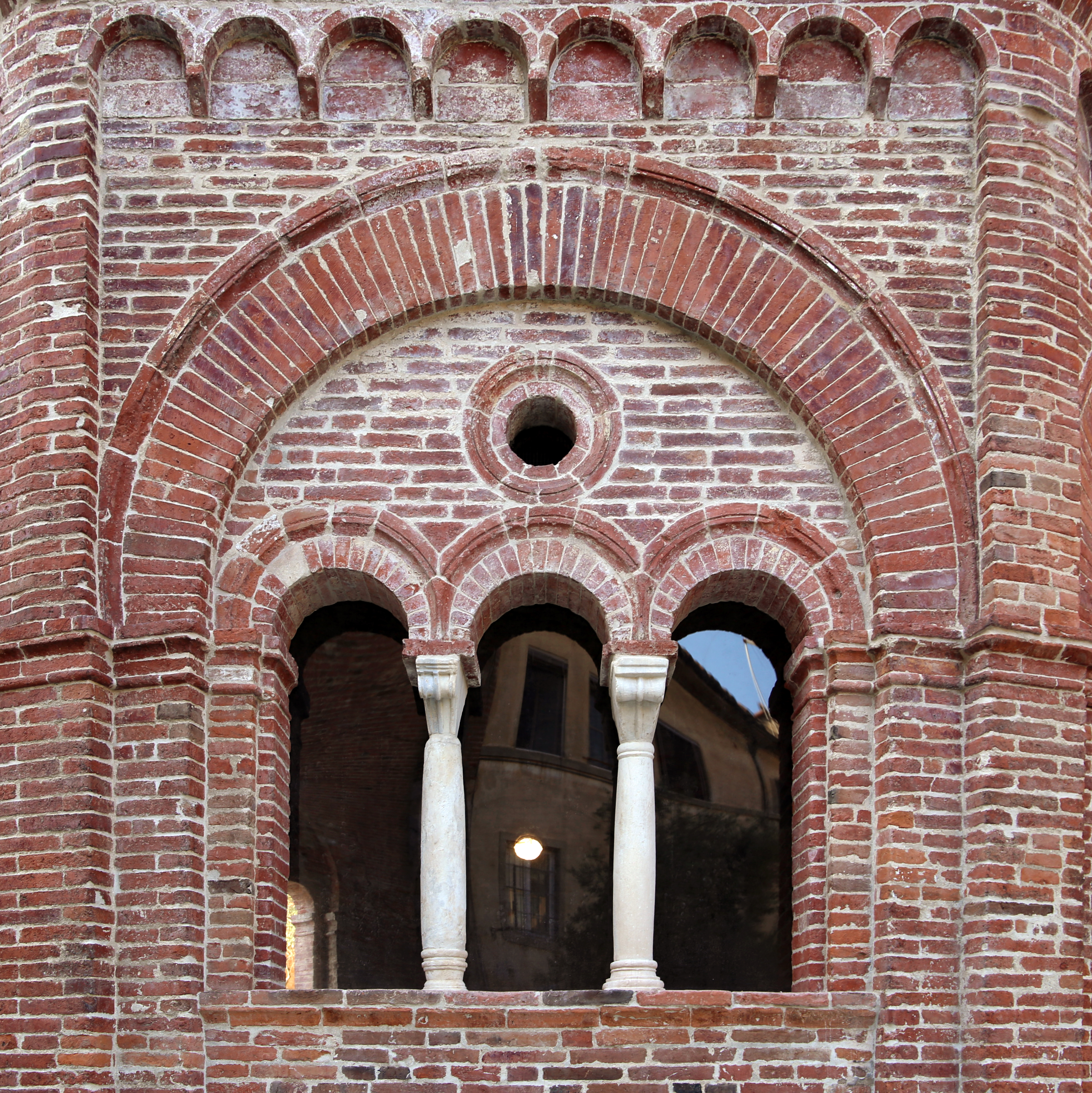
Trifora della cappella di Sant'Agata (Pisa)